# 南锡战役
南錫戰役（法語：Bataille de Nancy）於1477年1月5日，發生於洛林公國的首都南錫郊外的戰役，是勃艮第公爵勇士查理與洛林公爵勒內二世之間爆發的勃艮第戰爭中的最後一場戰役。這場戰爭最後為勒內二世取得勝利，而勇士查理的遺體在戰役結束後三天才被發現。

## 背景
1476年10月，勇士查理為奪回在先前戰役中曾征服，但後遭洛林公爵勒內二世收復的洛林公國首都南錫，而包圍此城。勇士查理知道救援南錫的軍隊很快就會趕到，因此在臨近嚴冬的情況下仍全力攻城；但因天候好轉令救援的軍隊提前趕到，使得他只來得及包圍城市，而未能及時攻下南錫。
12月下旬，洛林公爵勒內二世從洛林公國及萊茵低地地區集結了一萬到一萬兩千人，另外還僱傭了約一萬名瑞士僱傭兵。1477年1月上旬，救援南錫的大軍開始進軍，因天候好轉而能夠快速行軍，軍隊得以在1月5日早上抵達南錫。勇士查理得知勒內二世組織的大軍逼進後，轉而在南錫南方的一處防禦據點整列部隊，該處據點的背後為溪河交匯後形成的沼澤，而左右兩側則生有茂密的樹木。由於地形影響，勇士查理的部隊實際上位於該處溪谷的陡坡下方，因此他難以把握敵方的人數。
勇士查理在六個月前的莫拉特戰役中的損失使其深受偵察隊不足之苦，因此敵方動向他也完全不明；他將歩兵與火槍兵組成方陣，把三十門野戰炮列於方陣前正對前方。另一方面，勒內二世的聯合軍考慮到在大雪紛飛的情況下，視野最多兩碼到三碼，而偵查隊也回報勃艮地軍已完成針對前方攻擊的佈陣，在此情況下若從正面進攻將導致重大傷亡。因此聯合軍將部隊分為三部分：由七千名步兵及兩千名騎兵組成的前衛部隊，從勃艮地軍右側進攻；以八千名步兵及一千三百名騎兵組成的主力部隊，從勃艮地軍的左側，長滿茂密樹木又有積雪的山道迂迴行軍到山坡上方，等待進攻時機；最後則是由約八百名火槍兵組成的後衛部隊，待機做為預備隊。
直到此時，勇士查理仍完全不知道聯合軍已經完成進攻準備與計劃，而自認為戰略嚴密且佈陣沒有破綻。

## 戰鬥經過

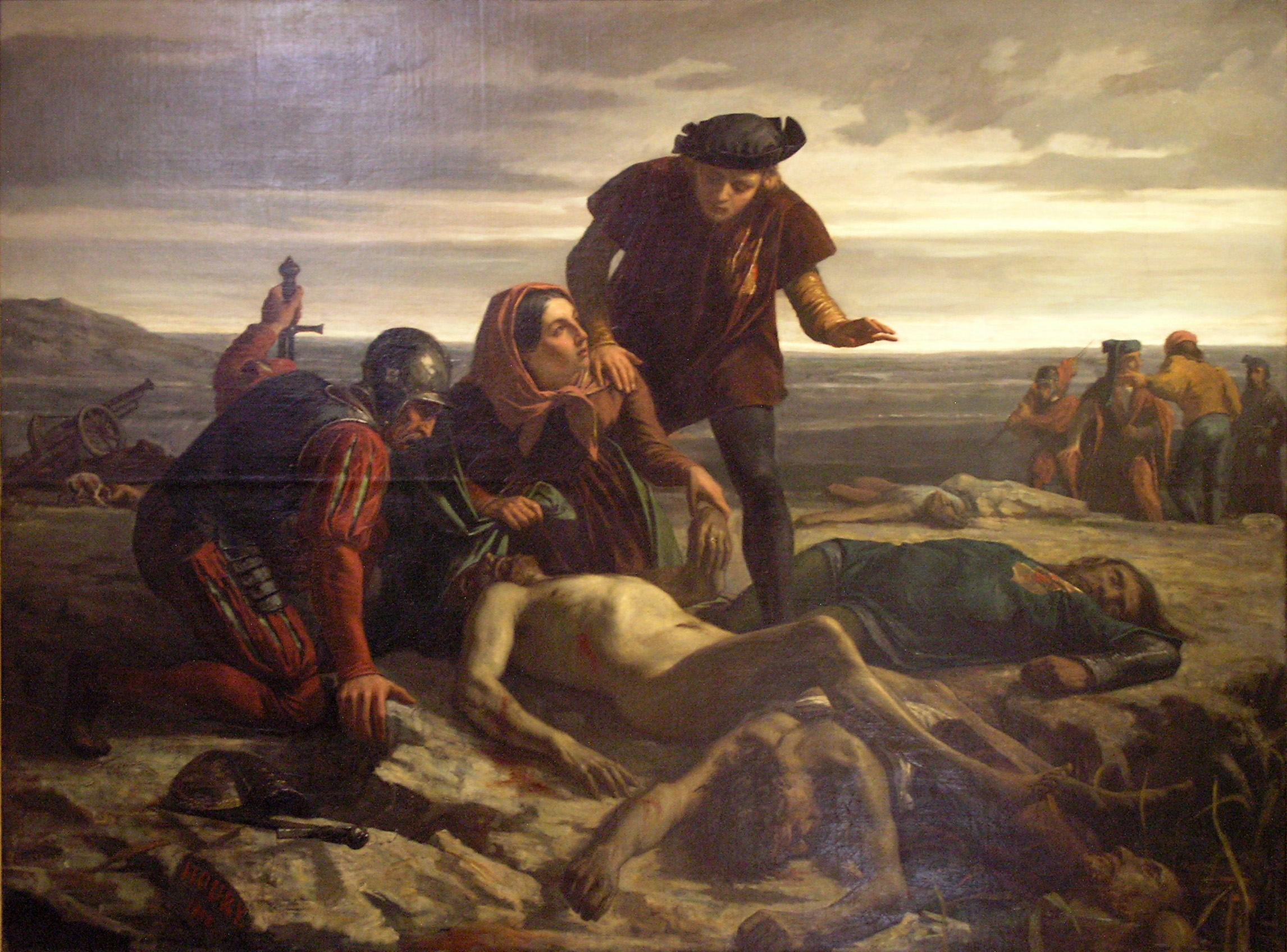
戰後發現勇士查理的遺體（1862年，作者不詳）

在大約兩個小時的行軍後，主力部隊成功迂迴到勃艮地軍後方的山坡，並組成方陣出現。在聯合軍的角笛鳴起三次後，主力部隊便開始向山坡下方的勃艮地軍展開突擊。勇士查理立刻下令炮兵轟擊聯合軍的主力部隊，但由於主力部隊位於山坡上，當時的火炮又是直射，而不起什麼效果。勃艮地軍右翼的騎兵嘗試擊退聯合軍歩兵，但因數量差距過大反而敗退，主力部隊成功貫穿了勃艮地軍的右翼。前衛部隊則擊退了勃艮地軍的左翼，並殲滅了炮兵。此時勃艮地軍完全被包圍，而勇士查理與其軍官嘗試重整部隊決一死戰，但沒有成功，最後連他本人也不得不拔劍作戰；其致命傷是在頭部遭斧槍全力一擊砍下。在勇士查理被殺後，周圍的戰鬥也沒有結束，也因為如此，才導致其遺體在整整三天後才被發現；這也是瓦盧瓦·勃艮第家的終結。

## 绘画

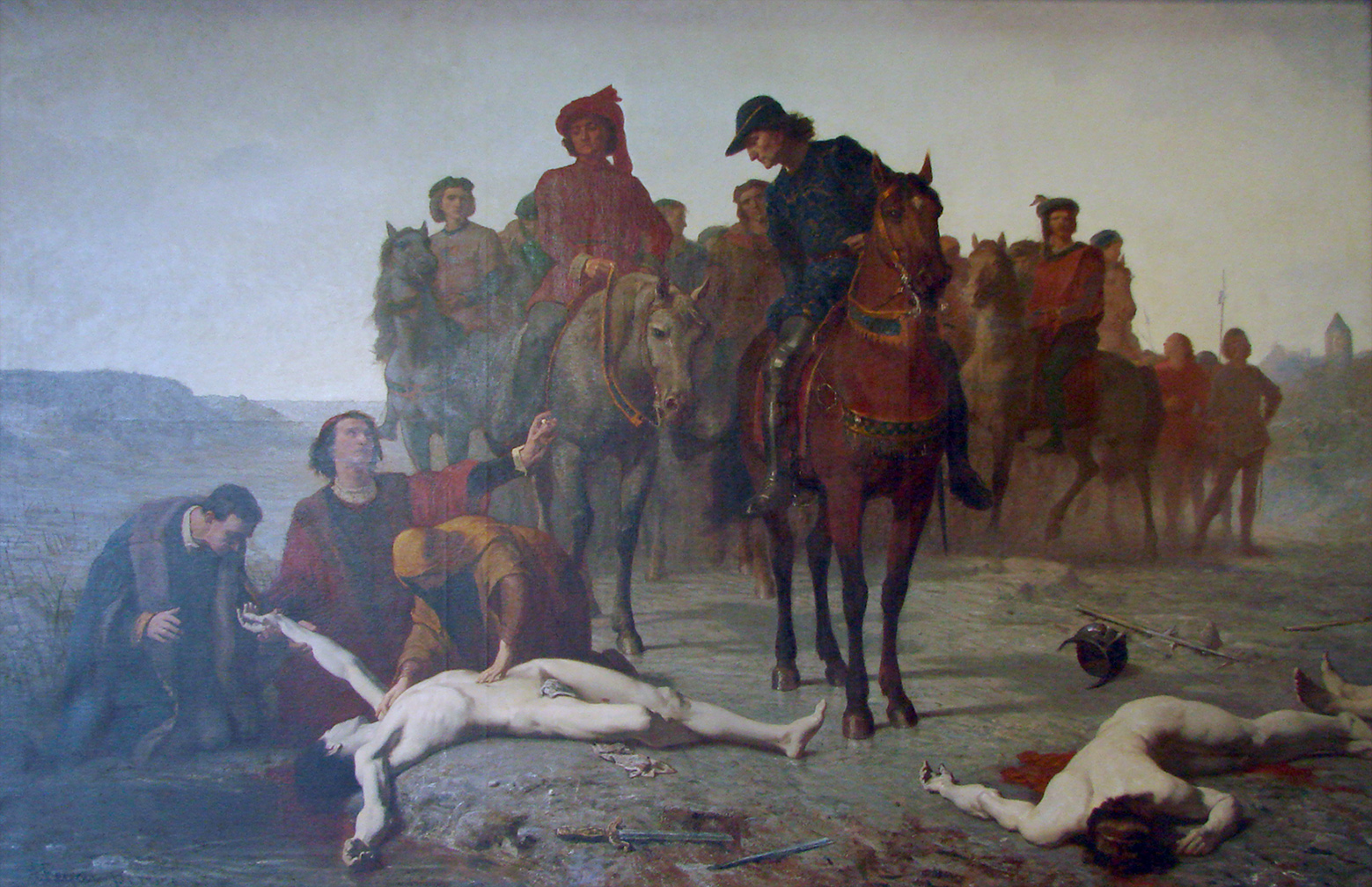
勇士查理在南錫戰役後被發現。（1865年）Auguste Feyen-Perrin
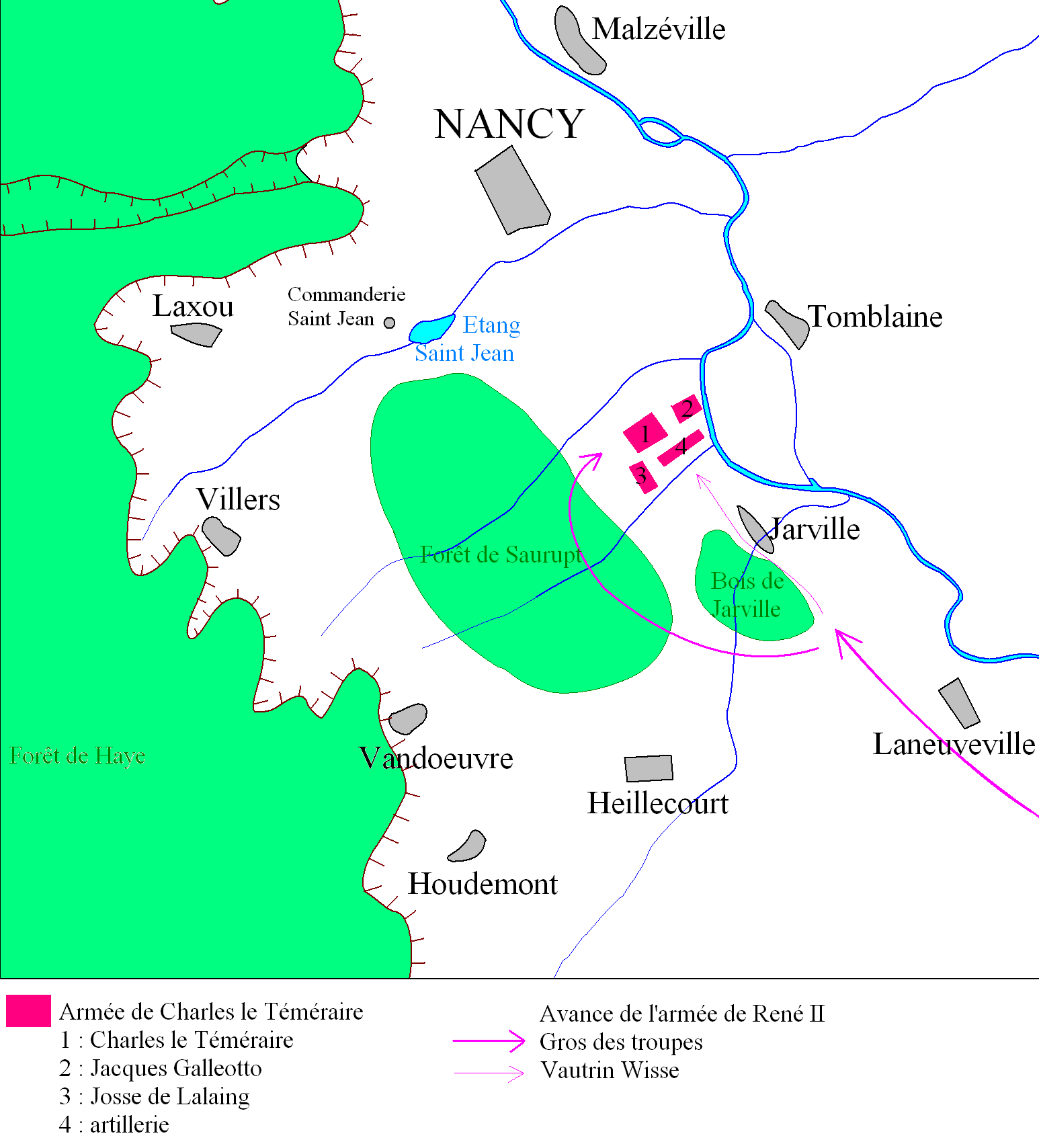
作戰計劃圖
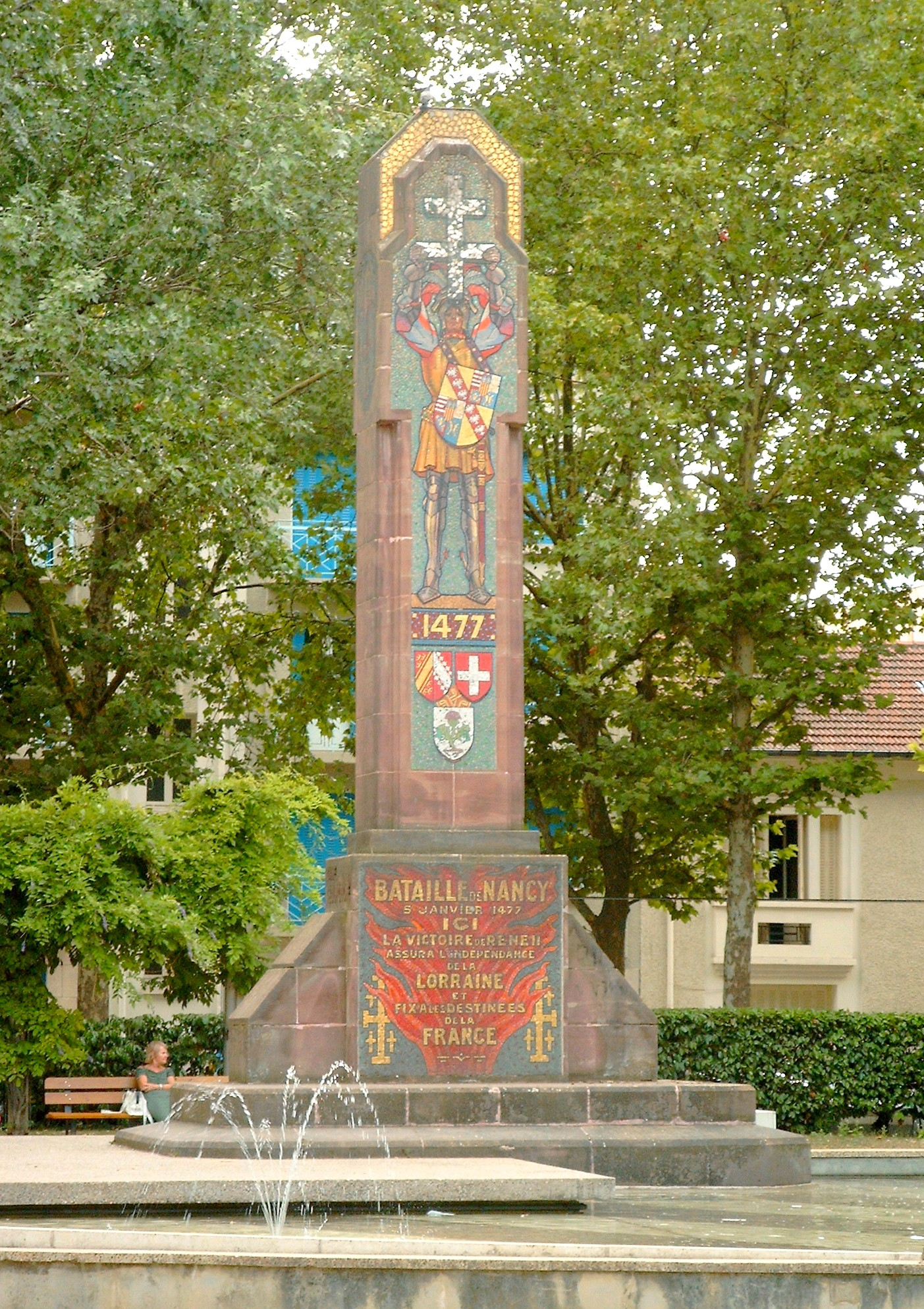
南锡战役纪念碑
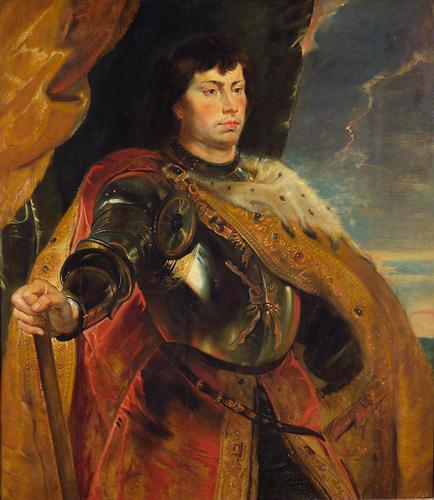
勇士查理 by 彼得·保罗·鲁本斯（1618年）
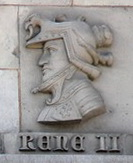
洛林公爵勒內二世的雕像
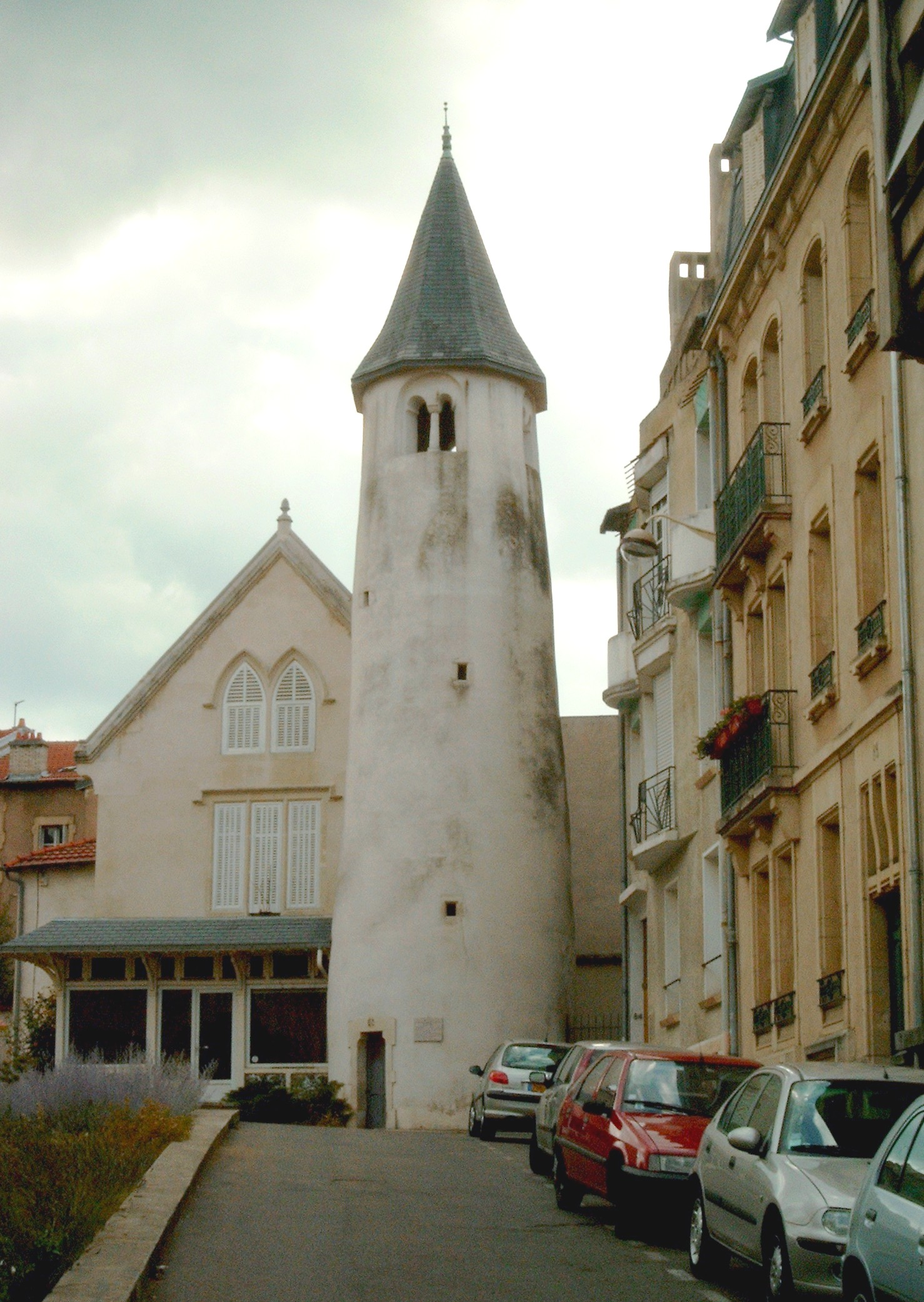
Tour de la Commanderie Saint-Jean-du-Vieil-Aître